# Panulia ajaia
Panulia ajaia là một loài bướm đêm trong họ Geometridae.